# Musikfeste Sachsen-Anhalt
Die Musikfeste Sachsen-Anhalt sind ein Verbund verschiedener Festivals unterschiedlicher Genres, die sich 2012 zusammengeschlossen haben. Sie werden von der Arbeitsgemeinschaft Musikfeste im Land Sachsen-Anhalt beim Landesmusikrat Sachsen-Anhalt e. V. koordiniert.

## Assoziierte Festivals
- „Carl-Loewe-Festtage“ Löbejün und Halle (Saale)
- „Händel-Festspiele Halle“
- „Heinrich Schütz Musikfest“ in Weißenfels
- „IMPULS Festival für Neue Musik“ an verschiedenen Spielorten in Sachsen-Anhalt
- Internationale Fasch-Festtage Zerbst
- „Köthener Bachfesttage“
- „Magdeburger Telemann-Festtage“
- „MELT! Festival“ in Ferropolis bei Gräfenhainichen
- „Merseburger Orgeltage“
- „Michaelsteiner Klosterkonzerte“ im Kloster Michaelstein bei Blankenburg
- „Wernigeröder Schlossfestspiele“
- „Wittenberger Renaissance Festival“
- „Global music festival – akkordeon akut!“ in Halle